# Voyage sans retour (film, 1950)
Pour les articles homonymes, voir Voyage sans retour.
Pour plus de détails, voir Fiche technique et Distribution.
Voyage sans retour (titre original : Where Danger Lives) est un film américain réalisé par John Farrow, sorti en 1950, avec Robert Mitchum, Faith Domergue et Claude Rains dans les rôles principaux.

## Synopsis
Médecin de garde dans un hôpital la nuit, le docteur Jeff Cameron (Robert Mitchum) empêche Margo Lannington (Faith Domergue), une riche patiente, de se suicider. Il la soigne et tombe amoureux d'elle. Margo accepte ses avances et se donne à lui. Mais Jeff découvre alors que Frederick (Claude Rains), l'homme qui rend régulièrement visite à Margo et qu'il prenait pour son père est en réalité son époux. Ce conjoint encombrant ne tarde cependant pas à mourir dans d'étranges conditions et Margo accuse Jeff d'être le responsable de ce crime. Pour le sauver, elle le convainc de s'enfuir avec elle au Mexique.

## Fiche technique
- Titre français : Voyage sans retour
- Titre original : Where Danger Lives
- Réalisation : John Farrow
- Scénario : Charles Bennett d'après le roman non publié White Rose for Julie de Leo Rosten
- Photographie : Nicholas Musuraca
- Montage : Eda Warren
- Musique : Roy Webb
- Direction artistique : Albert S. D'Agostino et Ralph Berger (en)
- Décors : Darrell Silvera et John Sturtevant (en)
- Production : Irwin Allen et Irving Cummings Jr.
- Société de production : RKO Pictures
- Pays de production :  États-Unis
- Langue originale : anglais
- Format : Noir et blanc - 35 mm — 1,37:1 - Mono (RCA Sound System)
- Genre : Thriller, film noir, film policier
- Durée : 82 minutes
- Dates de sortie :
  - États-Unis : 14 juillet 1950
  - Royaume-Uni : 6 février 1951

## Distribution
- Robert Mitchum : Dr. Jeff Cameron
- Faith Domergue : Margo Lannington
- Claude Rains : Frederick Lannington
- Maureen O'Sullivan : Julie Dawn
- Charles Kemper : Chef de la police de Postville
- Ralph Dumke : Klauber
- Billy House : Bogardus, le juge de paix de Postville
- Harry Shannon : Dr. Maynard
- Philip Van Zandt : Milo DeLong
- Jack Kelly : Dr. James Mullenbach, un associé de Jeff
- Lillian West : Mrs. Bogardus
- Ray Teal : Shérif Joe Borden
- Dorothy Abbott (en) : une infirmière
- Stanley Andrews : Dr. Matthews
- Herschel Daugherty : un réceptionniste
- Julia Faye : infirmière Seymour
- Jack Kruschen : Cosey, un ambulancier
- Tol Avery
- Earle Hodgins
- Stuart Holmes
- Sherry Jackson (en)
- Elaine Riley
- David Stollery (en)
- Ernő Verebes (en)
- Geraldine Wall (en)
- Duke York (en)

## Autour du film
- Une partie du film a été tournée en Californie, notamment à San Francisco et à Palmdale.